# Levi Bissell

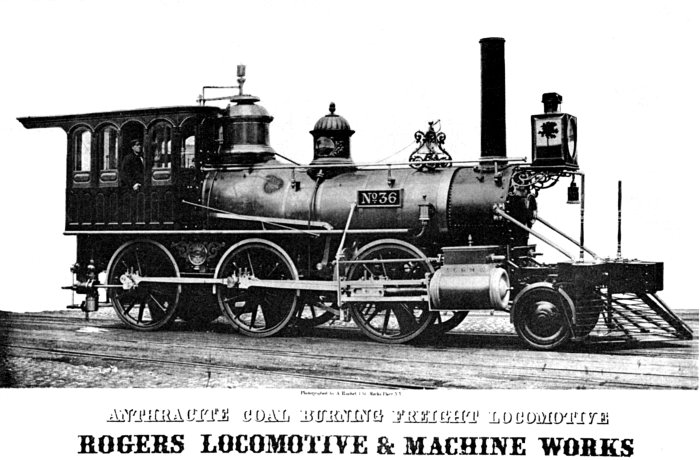
Bisselgestell an einer Lok der Fabrik Rogers Locomotive and Machine Works (1863)

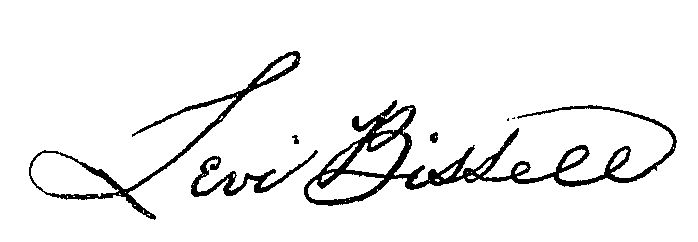
Levi Bissells Unterschrift

Levi Bissell (alternative Schreibweise: Levi Bissel; * 1800; † 5. August 1873 in New York) war ein US-amerikanischer Erfinder und Eisenbahnkonstrukteur.
Schon im Burton's Gentleman's Magazine (1840) sowie im Polytechnischen Journal (1840) wurde Bissell erwähnt, als er in Newark eine „Luftmaschine“ erfand. Bekannt wurde Bissell als Konstrukteur der Drehgestell-Wiege (1841) und des Bisselgestells, das er 1857 bei einer Dampflokomotive verwendete.